# Pandanicola graminella
Pandanicola graminella är en svampart som först beskrevs av Franz Xaver von Höhnel, och fick sitt nu gällande namn av B.S. Lu & K.D. Hyde 2000. Pandanicola graminella ingår i släktet Pandanicola, ordningen kolkärnsvampar, klassen Sordariomycetes, divisionen sporsäcksvampar och riket svampar.   Inga underarter finns listade i Catalogue of Life.